# История почты и почтовых марок Гваделупы
История почты и почтовых марок Гваделупы охватывает развитие почтовой связи в Гваделупе, регионе и одновременно заморском департаменте Франции в Вест-Индии, в восточной части Карибского моря, с административным центром в Бас-Тере. С 1884 по 1947 год в Гваделупе были в обращении собственные почтовые марки.

## Развитие почты
С 1780 года на территории Гваделупы, бывшего французского владения на островах, входящих в архипелаг Малые Антильские острова, известно использование резиновых почтовых штемпелей и календарных штемпелей — с 1843 года, но до 1849 года здесь отсутствовала регулярная почтовая связь.
С 1851 года в Гваделупе в обращении находились почтовые марки Франции, а с 1859 года — французские почтовые марки колониального типа. Их можно идентифицировать по оттискам почтовых штемпелей, в частности, представлявших собой ромб из точек с буквами «GPE». Поскольку в употреблении были почтовые марки французских колоний, то первое время для Гваделупы издавались только доплатные марки.
В 1940—1944 годах на поддержавшем сторонников генерала де Голля островах в обращении были почтовые марки Свободной Франции. Общий тираж марок, предназначавшихся для использования в Гваделупе, составил 15 тысяч для эмиссий Французского комитета национального освобождения и 5 тысяч для выпусков Сопротивления.
19 марта 1946 года Гваделупа стала заморским департаментом Франции, и с 1947 года здесь снова стали использоваться почтовые марки Франции.
Ныне почтовое обслуживание в Гваделупе осуществляет общенациональная почтовая компания Франции La Poste.
|  |

## Выпуски почтовых марок

### Первые марки
До введения в обращение собственных почтовых марок с 1876 года в Гваделупе использовались доплатные марки.
Первые гваделупские почтовые марки вышли в 1884 году и представляли собой надпечатку сокращённого названия островов «G. P. E.» («ГПА — Гваделупа») и нового номинала на почтовых марках Франции колониального типа.

### Последующие эмиссии
С 1884 по 1891 год гваделупские марки представляли собой следующие надпечатки на марках французских колоний: «G. P. E.» («Гваделупа»); «Guadeloupe» («Гваделупа»); «G et D» (сокращение от «Guadeloupe et dependences» — «Гваделупа и зависимые территории»).
В частности, за первым выпуском 1884 года в 1889, 1890 и 1891 годах последовали другие временные выпуски. Выпуск 1891 года представлял собой надпечатку «Guadeloupe» («Гваделупа») на общих выпусках французских колоний. Известно много разновидностей марок, эмитированных в 1891 году: перевёрнутые надпечатки, двойные надпечатки, ошибки в написании названия: «Gnadeloupe», «Guadbloupe», «Guadelonpe», «Guadelouep».
Первые оригинальные стандартные марки были выпущены в 1892 году. Это были марки колониального типа с общим для французских марок того периода рисунком типа Мореплавание и торговля и названием колонии: «Guadeloupe et dependences».
С 1905 года издавались почтовые марки  с оригинальными рисунками, уже не относящиеся к колониальному типу[≡]. В классический период вышло несколько больших видовых серий почтовых марок Гваделупы.
Примеры использования на открытках стандартной марки Гваделупы из серии 1905 года
с оригинальным рисунком — видом горы Уэльмон, номиналом в 5 сантимов (Mi #55; Yt #58)[^]

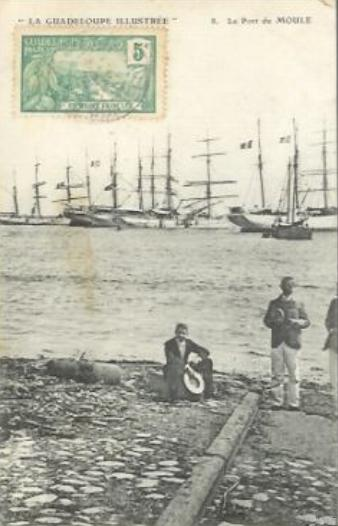
1905: гавань в Ле-Муле
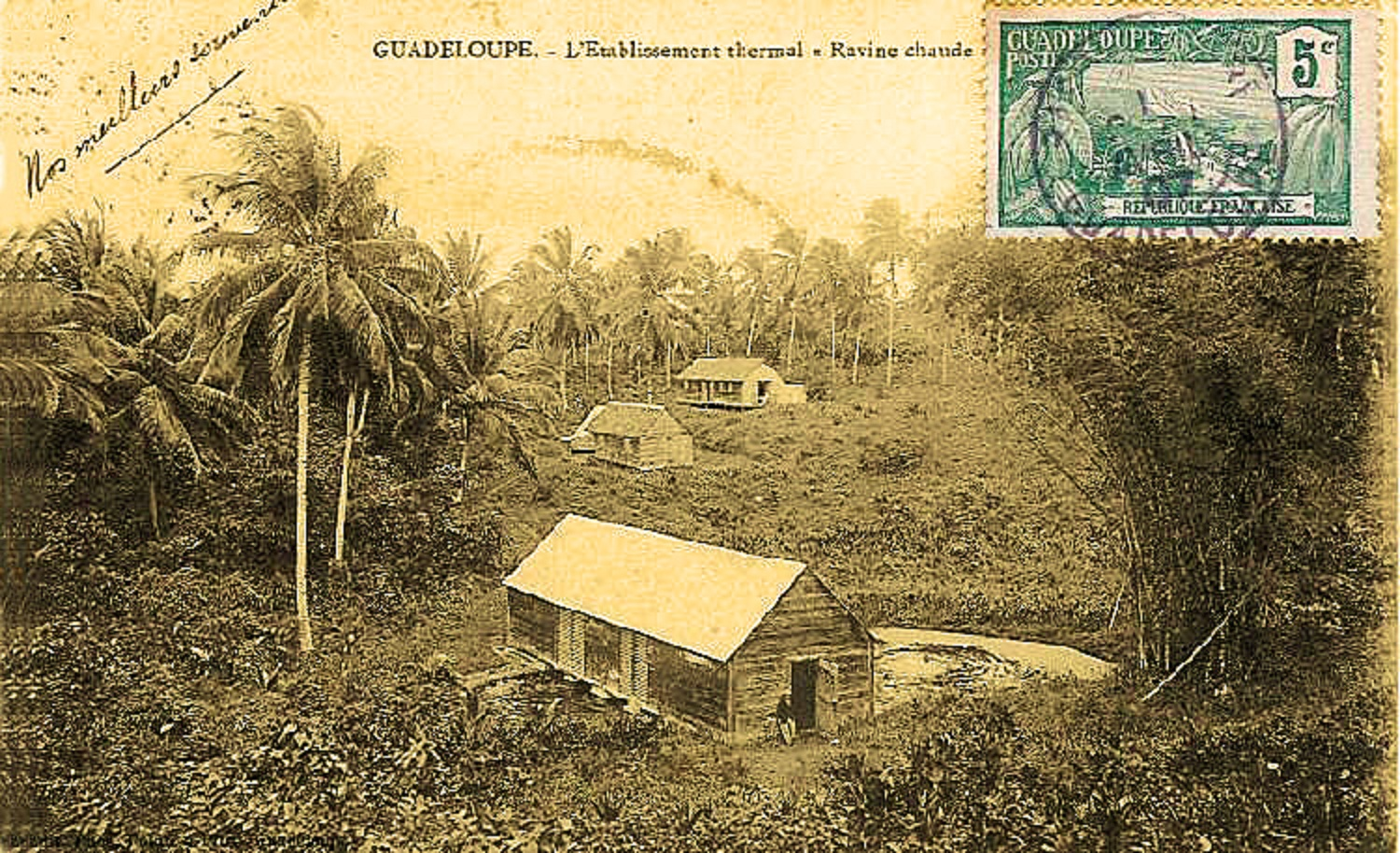
1907: геотермальный источник Горячий овраг[фр.], где устроены термы
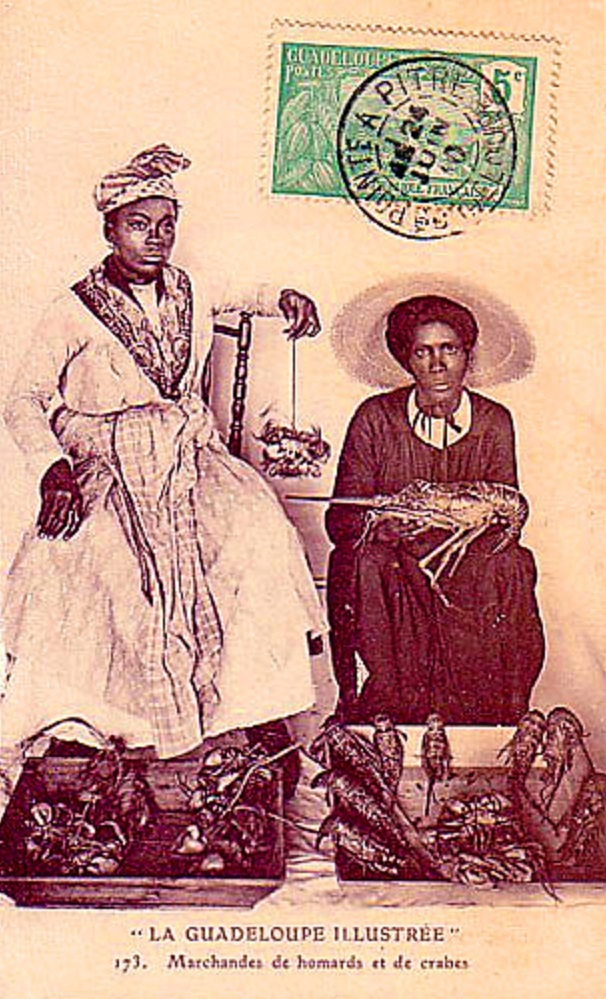
1910: торговцы омарами и крабами

Кроме этого, Гваделупа участвовала в издании нескольких «больших серий» («grands séries»), то есть омнибусных выпусков французских колоний.
В 1937 году был отпечатан первый почтовый блок Гваделупы.
В 1941 году находящееся во власти во Франции правительство Виши подготовило выпуск почтовых марок для Гваделупы, которые так и не поступили в обращение в поддержавшей де Голля Гваделупе, поэтому известны только негашёные экземпляры этого выпуска. Последние почтовые марки были изданы в 1947 году в виде стандартной серии.
Всего за период с 1876 года по 1947 год для Гваделупы были эмитированы 228 почтовых марок и один почтовый блок. При этом на оригинальных марках присутствовали надписи: «Guadeloupe et dependences» («Гваделупа и зависимые территории»); «RF» или «République française» («Французская Республика»); «Colonies» («Колонии»); «Postes» («Почта»); «Postes française» («Французская почта»).
Почтовые марки Гваделупы были в обращении как на самих островах, так и на зависимых территориях, включая Сен-Бартелеми и Сен-Мартен.

## Другие виды почтовых марок

### Авиапочтовые
Первые авиапочтовые марки для Гваделупы поступили в обращение в 1942 году, при этом они были одновременно почтово-благотворительными. В 1945 году появились «полноценные» авиапочтовые марки, а последние — в 1947 году.

### Доплатные
Доплатные марки Гваделупы использовались с 20 ноября 1876 года. Надписи на доплатных марках гласят: «Á percevoir» («К доплате»), «Chiffre-taxe» («Доплата»)[≡][≡], «Timbre taxe» («Доплатная марка»)[≡]. В последний раз этот вид почтовых марок появился в 1947 году[≡].

Примеры доплатных марок Гваделупы
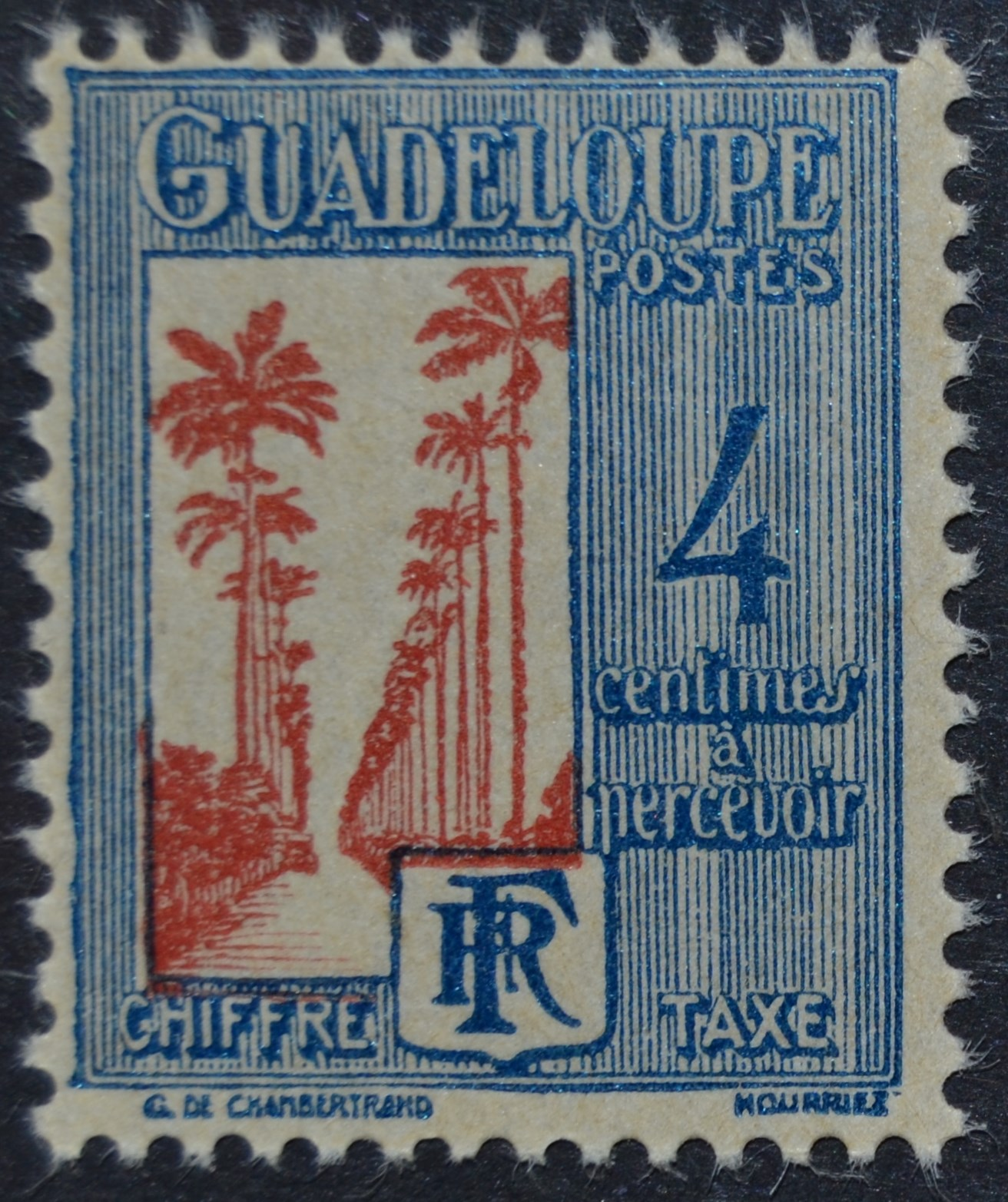
1928: аллея Дюмануара, 4 сантима (Mi #P26; Yt #T26)[^]
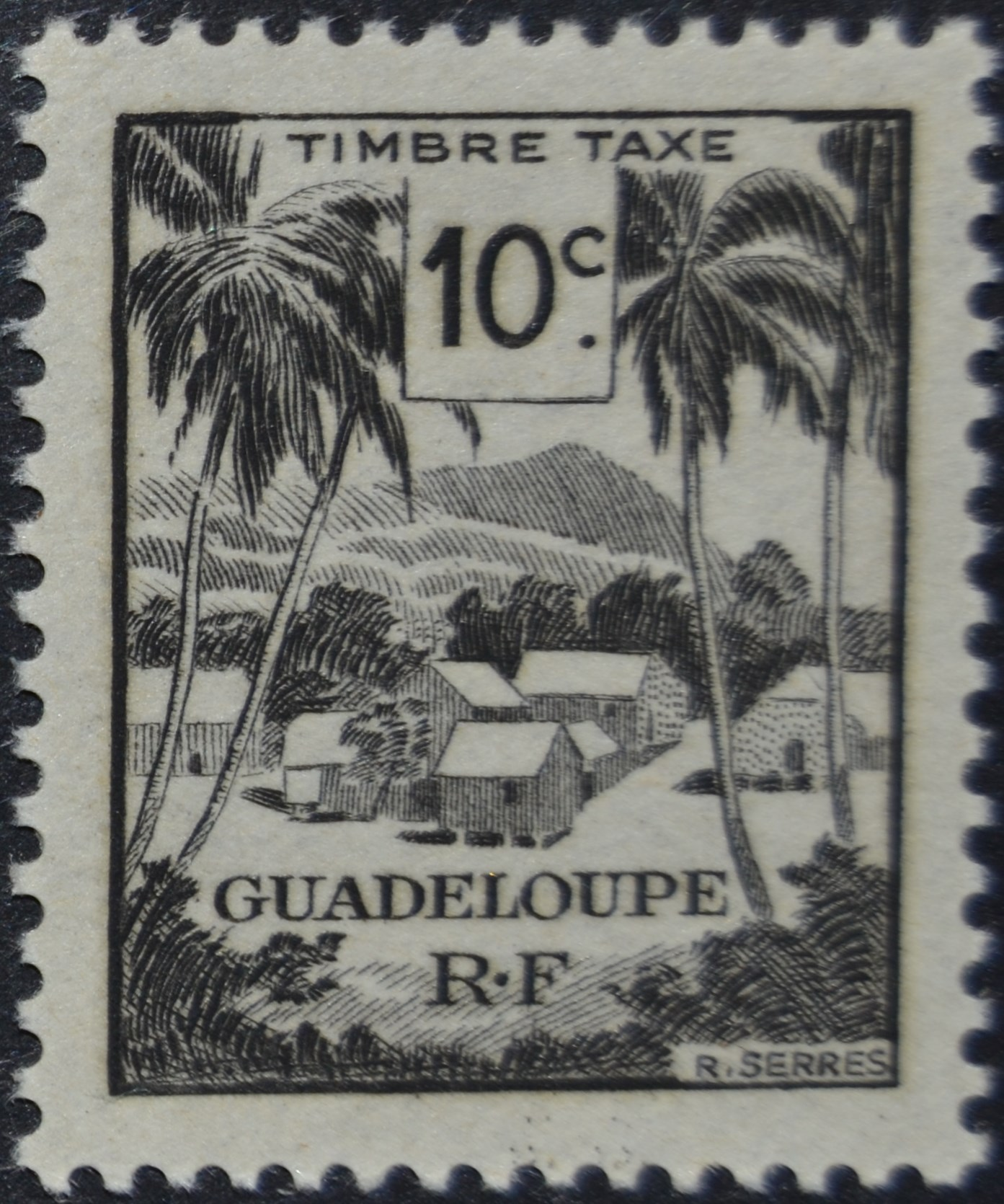
1947: ландшафт, 10 сантимов (Mi #P41; Yt #T41)[^][^]

Всего с 1876 года по 1947 год в почтовое обращение поступили 50 доплатных марок.

### Почтово-благотворительные
В 1915 году были эмитированы первые почтово-благотворительные марки Гваделупы.

## Британская оккупация
Великобритания несколько раз пыталась захватить французскую Гваделупу — в 1759, 1779, 1794, 1810 и 1815—1816 годах. Во время более поздних оккупаций британцы разворачивали на островах свою собственную почтовую службу.

## В культуре
Название вымышленной страны в детской повести Софьи Могилевской «Марка страны Гонделупы» и одноимённом советском художественном фильме перекликается с географическим названием «Гваделупа».